# Глинени голуб (филм)
Глинени голуб је југословенски ратни филм из 1966. године. Режирао га је Светомир Тома Јанић, а сценарио су писали Светомир Тома Јанић и Ђорђе Лебовић.

## Радња
Сарајево је под окупацијом. Два радника из ложионице, Предраг и Бели приликом једне рације падају у руке Гестапоу. Шеф Гестапоа, др. Штал, успева мучећи Белог, да добије информације о неким члановима илегалне организације која даје диверзантима прецизне податке о кретању композиције са немачким трупама и ратним материјалима.
Гестапо има стратегију да народне хероје претвори у издајнике и осуди их на линч.

## Улоге
| Глумац                   | Улога             |
| ------------------------ | ----------------- |
| Зоран Радмиловић         | Предраг Јовић     |
| Рејхан Демирџић          | Др. Хелмут Штал   |
| Велимир Бата Живојиновић | Коста             |
| Столе Аранђеловић        | Бошко             |
| Душан Јанићијевић        | Агент             |
| Татјана Бељакова         | Вела              |
| Деса Берић               | Газдарица         |
| Здравко Биоградлија      | Бијели            |
| Лука Делић               | Гостионичар       |
| Владо Дивљак             | Радник            |
| Бранко Рабат             | Капетан Милер     |
| Ранко Гучевац            | Радник            |
| Раcтислав Јовић          | Миња              |
| Милош Кандић             | Агент ухода       |
| Милорад Маргетић         | Радник            |
| Заим Музаферија          | Голијат           |
| Антун Налис              | Железничар Мартић |
| Дракче Поповић           | Главни илегалац   |
| Александар Стојковић     | Агент             |
| Милан Вујновић           | Конобар           |
| Златко Мадунић           | Агент             |
| Бошко Тошкић             | Зијо              |
| Мирко Краљев             | Ађутант Др. Штала |